# Wüllmersen
Wüllmersen ist ein Ortsteil des Fleckens Diesdorf im Altmarkkreis Salzwedel in Sachsen-Anhalt.

## Geographie
Das Dorf Wüllmersen liegt etwa fünf Kilometer südöstlich von Diesdorf und 20 Kilometer südwestlich der Kreisstadt Salzwedel in der Altmark. Im Süden und Osten fließt der Röthenbach, der in den Molmker Bach mündet.
Nachbarorte sind Bornsen und Drebenstedt im Westen, Dankensen im Nordwesten und Mehmke im Osten.

## Geschichte

### Mittelalter bis Neuzeit
Wüllmersen war ursprünglich ein Angerdorf mit Kirche, das durch die Gutsbildung deformiert wurde. Im Jahre 1794 wurde es in der Rundung schlecht gebaut. Es wird auch als ehemaliges Rundplatzdorf betrachtet.
Die erste urkundliche Erwähnung von Wüllmersen stammt vom 9. September 1318 als villa wlmersen, als die Knappen von Dannenberg das Dorf an das Kloster Dambeck verkauften. 1359 kam das Dorf an das Kloster Diesdorf. Im Landbuch der Mark Brandenburg von 1375 wurde das Dorf als Wuͤlmersheym aufgeführt, das dem Kloster Diesdorf gehört. Von den 18 Zinshufen waren die Hälfte wüst. Weitere Nennungen sind 1585 Wuͤlmersen, 1458 dath dorp wulmerssen, 1541 Wülmersche, 1551 Wolmersen, 1579 Wolmitz, 1687 Wülmersen und 1804 Wuͤlmersen, Dorf mit Lehnschulze.
Nördlich des Dorfes stand noch am Anfang des 20. Jahrhunderts eine Windmühle. Nordwestlich des Dorfes (beim Gehöft am Dankenseer Weg) stand eine Ziegelei, die bereits 1840 erwähnt wurde. Nordöstlich des Dorfes lag der Bahnhof Wüllmersen-Mehmke ab der Strecke Hohenwulsch–Wittingen der früheren Altmärkischen Kleinbahn.
Bei der Bodenreform wurden 1945 ermittelt: eine Besitzung über 100 Hektar umfasste 121 Hektar, 29 Besitzungen unter 100 Hektar hatten zusammen 295, eine Kirchenbesitzung hatte 3 Hektar Land. Enteignet wurden 121,1 Hektar und auf 20 Siedler aufgeteilt, davon 7 Neusiedler. Im Jahr 1960 bewirtschafteten zwei Landwirtschaftlichen Produktionsgenossenschaften den Boden: die LPG Typ III „Eichengrund“ 240 Hektar und die LPG Typ I „Altmarkland“ 107 Hektar landwirtschaftliche Nutzfläche. 1972 gab es eine zwischengenossenschaftliche Einrichtung, die ZGE „Kartoffellagerhaus“.

### Herkunft des Ortsnamens
Heinrich Sültmann gibt, ausgehend von 1318 wlmersen, zwei Deutungen des Namens an. Es könnte der Personenname „Willimar, Wölmer“ enthalten sein. Oder der Name geht zurück auf das altsächsische Wort *walm, *welm „das Aufwallen, Brodeln, Aufschäumen“, von wallan für „sieden, sprudeln“. Wüllmersen wäre demnach der Ort an einer Wallung des kochenden oder quellenden Wassers.

### Eingemeindungen
Ursprünglich gehörte das Dorf zum Salzwedelischen Kreis der Mark Brandenburg in der Altmark. Von 1807 bis 1813 lag es im Kanton Beetzendorf auf dem Territorium des napoleonischen Königreichs Westphalen. Nach weiteren Änderungen kam die Gemeinde 1816 zum Kreis Salzwedel, dem späteren Landkreis Salzwedel.
Am 25. Juli 1952 wurde die Gemeinde Wüllmersen in den Kreis Salzwedel umgegliedert. Die Gemeinde Wüllmersen wurde am 1. Juli 1973 in die Gemeinde Mehmke eingemeindet. Mit der Eingemeindung von Mehmke nach Diesdorf am 1. September 2010 kam der Ortsteil Wüllmersen zur Gemeinde Diesdorf.

### Einwohnerentwicklung
| Jahr | Einwohner |
| ---- | --------- |
| 1734 | 050       |
| 1774 | 057       |
| 1789 | 072       |
| 1798 | 083       |
| 1801 | 085       |
| 1818 | 061       |
| 1840 | 126       |

| Jahr | Einwohner |
| ---- | --------- |
| 1864 | 168       |
| 1871 | 184       |
| 1885 | 174       |
| 1892 | [00]187   |
| 1895 | 178       |
| 1900 | [00]171   |
| 1905 | 172       |

| Jahr | Einwohner |
| ---- | --------- |
| 1910 | [00]183   |
| 1925 | 182       |
| 1939 | 179       |
| 1946 | 262       |
| 1964 | 182       |
| 1971 | 167       |
| 2015 | [00]102   |

| Jahr | Einwohner |
| ---- | --------- |
| 2018 | [00]98    |
| 2020 | [00]93    |
| 2021 | [00]95    |
| 2022 | [00]91    |
| 2023 | [0]93     |

Quelle, wenn nicht angegeben, bis 1971:

## Religion
Die evangelische Kirchengemeinde Wüllmersen, die zur Pfarrei Mehmke gehörte, wird heute betreut vom Pfarrbereich Diesdorf im Kirchenkreis Salzwedel im Bischofssprengel Magdeburg der Evangelischen Kirche in Mitteldeutschland.

## Kultur und Sehenswürdigkeiten
- Die Dorfkirche Wüllmersen ist ein spätgotischer Feldsteinbau mit einem verbretterten Turm.[16]
- Der Friedhof liegt neben der Kirche im Dorf.[17]
- In Wüllmersen steht rechts neben dem Eingang zum Friedhof ein Denkmal für die Gefallenen des Ersten und Zweiten Weltkrieges.[18]